# Climacteris picumnus
Climacteris picumnus là một loài chim trong họ Climacteridae.